# Rommelmühle
Die unter Denkmalschutz stehende Rommelmühle ist eine ehemalige Wassermühle, die sich an der Enz im Ortsteil Bissingen der Stadt Bietigheim-Bissingen im Landkreis Ludwigsburg in Baden-Württemberg befindet. Das Stauwehr wurde 1325 erstmals urkundlich erwähnt.

## Die heutige Mühle
Das mächtige siebenstöckige Hauptgebäude bestimmt auch heute noch das Ortsbild Bissingens. Die denkmalgeschützte Klinkerfassade wurde erhalten und nur durch Ergänzungsbauten, Balkone und Öffnungen im Sichtmauerwerk verändert. Die Wohnräume im Innern bestehen aus sich über zwei Ebenen erstreckenden Lofts. In den Turbinenkanälen der ehemaligen Mühle unter dem Gebäude wurden vier Turbinen eingebaut, die mit Wasserkraft Strom erzeugen, der in das Stromnetz eingespeist wird. Die Abwärme der Turbinen wird zum Heizen des Gebäudes genutzt. Ergänzt wird die Energieerzeugung durch ein Gas-Blockheizkraftwerk mit einer Kraftwärmekopplungsanlage, die gleichfalls Strom erzeugt. Die Abwärme wird im Winter zur Heizung und im Sommer zur Kühlung der Gaststätte und des Bio-Supermarkts eingesetzt. Das Regenwasser wird mittels Zisternen der Regenwassernutzung zugeführt.
Die Staustufe und das Wehr sind nahezu unverändert erhalten, der Bereich des Flusses wurde ansonsten weitestgehend renaturiert. Integriert in den Uferbereich wurde ein Biergarten. Die weiteren Bauwerke, wie die Carports, wurden in Fließrichtung des Flusses erstellt, um bei Hochwasser keine weitere Aufstauung zu erzeugen.

## Geschichte
Das Stauwehr wurde 1325 erstmals urkundlich erwähnt. 1475 wird ein Erblehensvertrag zwischen den damaligen Besitzern der Mühle, den Herren von Sachsenheim und dem Pächter geschlossen. Die heute noch vorhandenen Fundamente werden ebenfalls auf diesen Zeitraum datiert. 1854 wurde die Mühle an Karl Rommel verkauft, der sie nach dem Brand 1903 in der heute noch sichtbaren Form neu erbaute. Gleichzeitig ging auch eine – mittlerweile stillgelegte – Anschlussbahn zum Bahnhof Bietigheim in Betrieb. Bereits 1930 brannte der mittlere Teil der Mühle erneut ab, so dass der Maschinenpark erneuert werden konnte. 1939 konnten 24.000 Tonnen Getreide verarbeitet werden, womit die Mühle die leistungsfähigste Württembergs war. Die Stuttgarter Bäckermühlen AG kaufte die Mühle 1976, die bis zur Stilllegung 1996 die größte Mühle Württembergs blieb. Die Produktion wurde in einen am Neckar liegenden Mühlenneubau nach Stuttgart verlagert.
Nach der Aufgabe des Mühlenbetriebs wurde das Gebäude durch die Bauträgergesellschaft Archy Nova für rund 30 Millionen Mark zu einem ökologischen Wohn- und Geschäftsgebäude umgebaut. Neben 40 Wohnungen wurde 1998 ein sich über vier Etagen auf 7900 Quadratmeter erstreckendes Bio-Kaufhaus mit Dienstleistungszentrum eröffnet. Die Umbaukosten für das Gesamtprojekt beliefen sich auf rund 40 Millionen D-Mark Neben Nahrungsmitteln wurden auf 6500 Quadratmetern Verkaufsfläche ökologische Bekleidung und Möbel sowie weitere Artikel angeboten. Das Haus bezeichnete sich selbst als „erstes Öko-Kaufhaus Deutschlands“. Es wurde von dem Immobilienfonds „Rommelmühle GmbH & Co. KG“ (Anfangsvolumen 12,3 Millionen D-Mark) betrieben, der einen Jahresumsatz von 22 Millionen D-Mark erreichen wollte.  Das Konzept scheiterte jedoch in Teilen. 2003 meldete das Kaufhaus Insolvenz an, die Wohnungen blieben aber genutzt. 2005 erwarb die Baugenossenschaft Bietigheimer Wohnbau das ehemalige Kaufhaus und wandelte es bis 2007 für Investitionen von rund zehn Millionen Euro in weiteren Wohnraum sowie rund ein Drittel Büro- und Gewerbefläche um. Heute sind neben mehreren Dienstleistungsbetrieben ein Bio-Supermarkt sowie ein Gastronomiebetrieb mit Biergarten im Gewerbebereich angesiedelt.

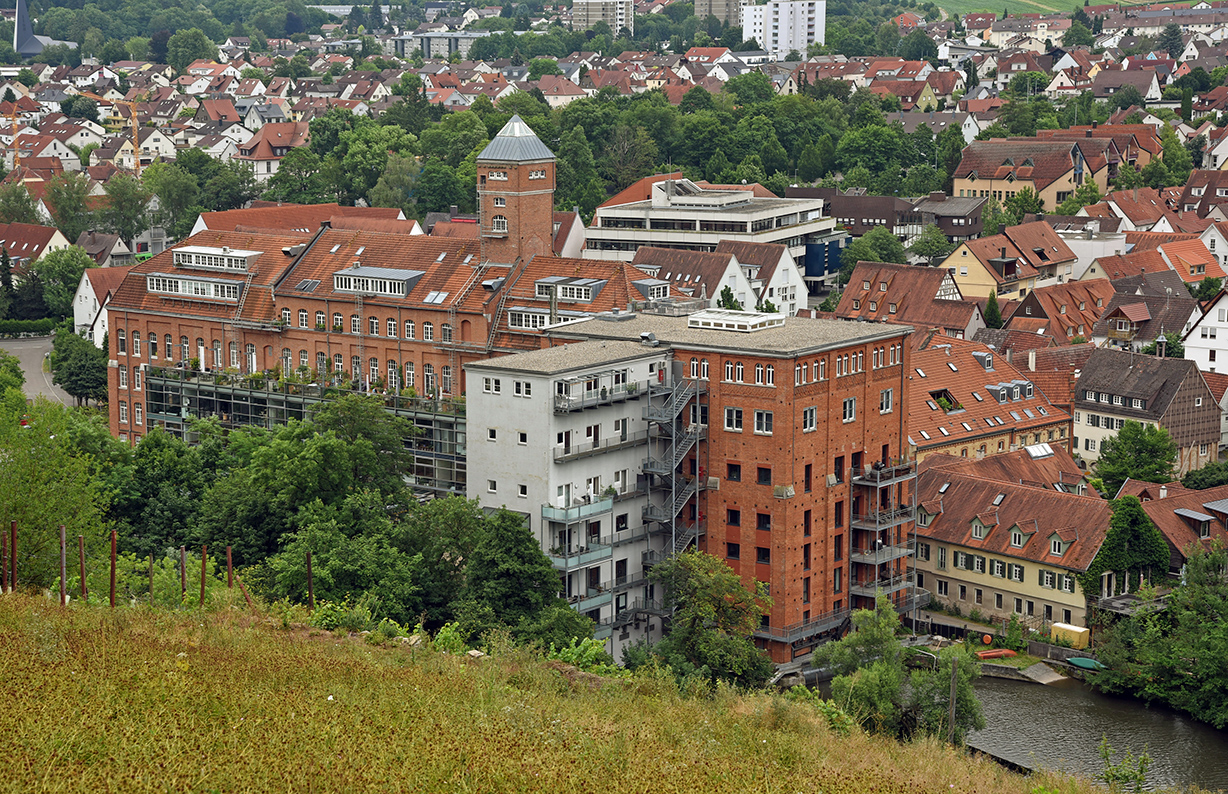
Gebäudekomplex vom Hang im Nordwesten